# MTV Macapá
A MTV Macapá foi uma emissora de televisão brasileira com sede em Macapá, Capital do Estado do Amapá. A emissora era sintonizada no Canal 19 UHF e afiliada da MTV Brasil. A emissora entrou no ar em 2009 e foi extinta em 2011.
Pertencia ao político e atual senador pelo Amapá, Gilvam Borges. Era antecessora das TVs TV Alvorada, Marabaixo e Mani, todos no Canal 19.

## História
A MTV Macapá surgiu em 17 de maio de 2009, ao se afiliar à MTV Brasil, quando a TV Mani é extinta.
Com afiliação da MTV Macapá à MTV Brasil, a rede volta na Capital depois de 15 anos, quando a TV Rio Amazonas, afiliada da rede desde 1992, deixou a rede em 1994 (atualmente é TV Tucuju, afiliada à RedeTV!).
Para comemorar a volta da MTV Brasil na cidade, foi realizado coquetel (10), e a realização do show da cantora Pitty (11), todos realizados em julho.
Em agosto do mesmo ano, a direção nacional da MTV Brasil soube dos usuários amapaenses do micro-blogging twitter de que a afiliada de Macapá deixou transmitir todo MTV Debate, apresentado por Lobão. Esse programa falava da crise no Senado, a história de #forasarney e sobre José Sarney. Segundo twitteiros, a emissora saiu do ar pra não mostrar debate na qual houve críticas do presidente do Senado na condução na crise e que tal falta de energia alegada pela afiliada era falsa. A notícia foi em destaque e publicada pelo portal do site da própria MTV Brasil.
Em janeiro de 2011, a emissora sai do ar pela primeira vez. No dia seguinte, voltou ao ar, apenas para alertar: "MTV Macapá em Manutenção", mas sai do ar no dia seguinte.
Já no dia seguinte, ao contrário da expectativa da volta da emissora, passou a transmitir três redes de canais de compra e vendas de 24 horas no decorrer do ano: Shop Tour, Shop Time e Polishop TV, sem nenhum prévio aviso aos telespectadores.
A saída constante da emissora do ar e a troca das redes de canais de vendas provocaram protestos dos telespectadores em Macapá, que fizeram varias campanhas na internet pela volta da MTV Macapá, mas nada acontece. Não há retorno da MTV Macapá.
Em junho do mesmo ano, o Canal 19 que transmitia a Polishop TV saiu do ar. No mês seguinte, voltou ao ar, agora com novo nome da emissora e da rede Esporte Interativo.
Com isso, a MTV Macapá foi extinta e a sucessora passou ser TV Esporte Interativo Macapá, afiliada do Esporte Interativo.